# Вознесенское (Курганская область)

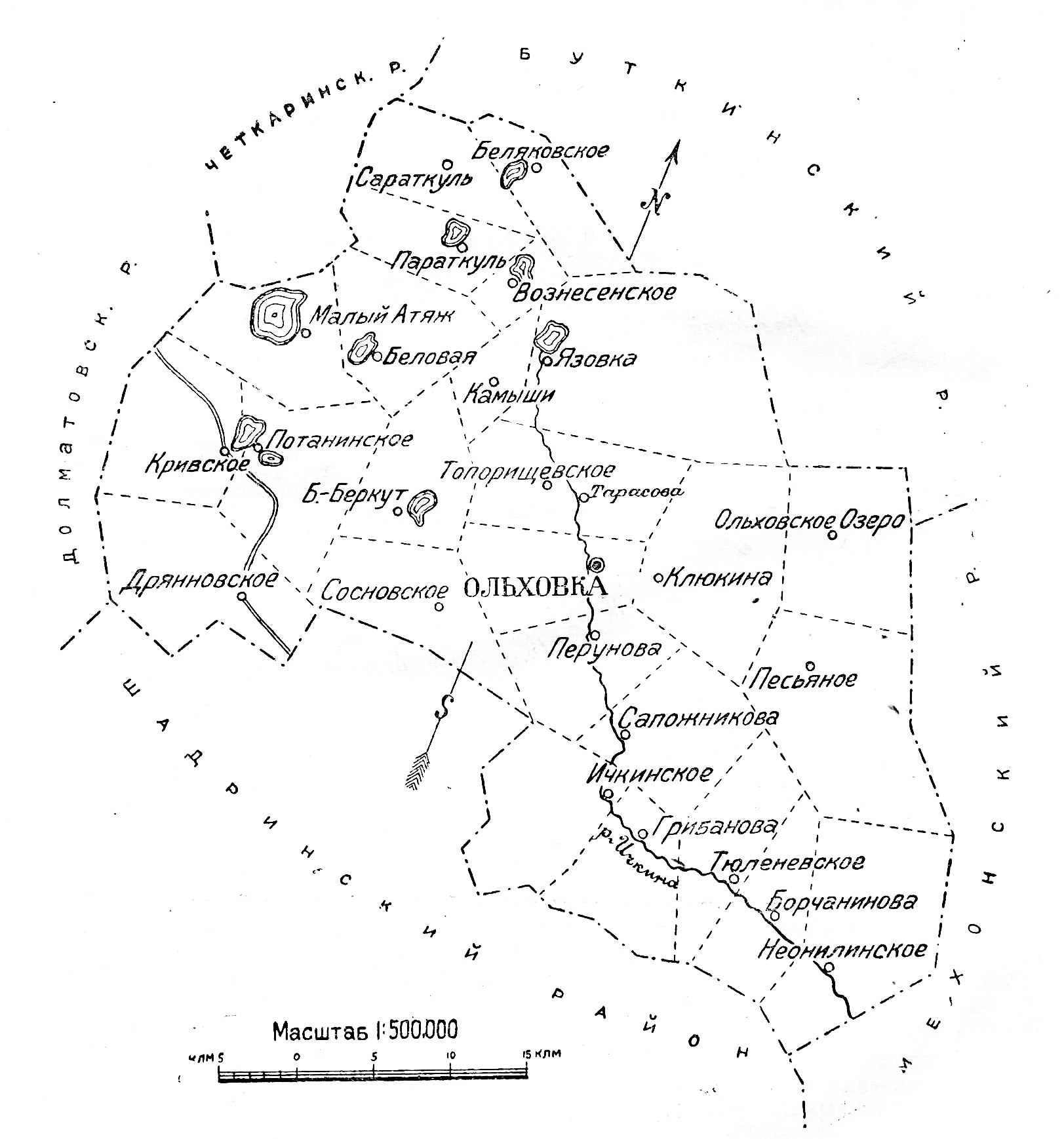
Вознесенское на схеме Ольховского района; 1928 год

Вознесенское — село в Далматовском районе Курганской области, Россия, административный центр Вознесенского сельсовета.

## Географическое положение
Расположено на южном берегу озера Могильное в 47 км (по автомобильной дороге — 65 км) к северо-востоку от г. Далматово, в 45 километрах к северу от города Шадринска, в 160 км (по автомобильной дороге — 192 км) к северо-западу от г. Кургана и от города Екатеринбург в 180 километрах.
Село расположено на равнине с бедным лесом, но с изобилием озёр. Почва — чернозёмная, а местами — глинистая или песчаная, плодородием не отличается. Климат местности нездоровый.

## История села
Поселение было основано в конце XVII века как деревня Панафидина Ольховской слободы.
С построением в деревне Панафидина в 1753 году деревянной церкви во имя Вознесения Господня она стала называться Вознесенской слободой.
После административной реформы 1837 года село Вознесенское — центр Вознесенской волости Шадринского уезда Пермской губернии.
В начале XX века сельчане были все коренные русские, занимались земледелием, катали на домах «пимы» или торговали на стороне холстом, орехами, ягодами и лошадьми, скупаемыми на ярмарках в Сибири.
В начале 1918 года установлена Советская власть (25 января 1918 установлена в г. Далматов). В июле 1918 года — белогвардейская власть (11 июля 1918 установлена в г. Далматов). В начале августа 1919 года вновь установлена Советская власть (1 августа в г. Далматов, 4 августа — в г. Шадринск).
В 1919 году был образован Вознесенский сельсовет.
В годы Советской власти жители работали в колхозе «Искра».

## Вознесенская церковь

Церковь, юго-западный вид, 1924 год.

Первоначально в деревне Панафидиной была построена деревянная часовня. В 1753 году была построена деревянная церковь во имя Вознесения Господня, которая была продана в село Потанинское Шадринского уезда в 1837 году.
В 1829 году была заложена каменная церковь, строительство которой закончено в 1837 году с приделом в честь святых Апостола и Евангелиста Иоанна Богослова. В 1837 году был освящён придельный храм во имя святого Иоанна Богослова; сюда был перенесен из деревянного храма иконостас.
В 1884 году иконостас был перекрашен тёмно-красной краской, а рамы и иконы снова вызолочены. 24 октября 1846 года был освящен престол главного храма с благословения архиепископа Аркадия. Иконостас сюда был сделан за 2285 рублей 71 копеек московским цеховым мастером Ст. Дан. Голышевым. Каменная колокольня храма была устроена над папертью. Храм был обнесен каменною оградою, покрытою железом. При церкви имелись три деревянных дома, с надворными строениями, для квартир: второго священника, диакона и первого псаломщика. На церковной площади имелись церковные деревянные лавки, за кои получали с торгующих в них от 70 — 100 рублей в год.
Церковь закрыта в 1930-х годах, ныне находится в аварийном состоянии.

## Школа
Вознесенское начальное училище было открыто 17 ноября 1847 года местным дьяконом Иоанном Павлиновым, который и содержал его до 1859 года в собственном доме без всякого за то вознаграждения. По распоряжению Палаты государственных имуществ переведено в штатное, наставником оставлен И. Павлинов. В 1876 году училище передано в ведение земства. Располагалось оно в помещении земского общества, а в 1882 году для училища было построено отдельное здание. В 1884—1885 учебном году учителем в нём работала Пучкова Ольга Алексеевна, в 1913 году — Шишкин Александр Наумович.
Ныне действует начальная школа — МКОУ «Вознесенская НОШ».

## Достопримечательности
В 1968 году установлен четырехгранный обелиск, увенчанный пятиконечной звездой. На нём изображён солдат в каске и надпись: «Воинам-землякам, погибшим в Великой Отечественной войне 1941-1945». На гранях памятника мемориальные доски с именами земляков, погибших в годы Великой Отечественной войны. Обелиск имеет ограждение. Автор: Пахотин Иосиф Тархович. Первоначально обелиск был увенчан серпом и молотом.

## Население
| 1869 | 1902 | 1904  | 1917  | 1920  | 1926  | 1989 |
| ---- | ---- | ----- | ----- | ----- | ----- | ---- |
| 578  | ↗911 | ↗1007 | ↗1170 | ↘1042 | ↘1035 | ↘370 |
| 2001 | 2002 | 2004  | 2010  | 2012  |       |      |
| ↘328 | ↘304 | ↘284  | ↘201  | ↘197  |       |      |

По переписи 1710 года в деревне Панафидина более 30 крестьянских и бобыльских дворов.
Национальный состав
- По переписи населения 2002 года проживало 304 человека, из них русские — 98 %.
- По переписи 1926 года проживало 1035 человек, все русские.